# Djuptjärnen (Arvidsjaurs socken, Lappland, 730567-167778)
Djuptjärnen är en sjö i Arvidsjaurs kommun i Lappland och ingår i Piteälvens huvudavrinningsområde. Djuptjärnen ligger i Piteälven Natura 2000-område. Sjöns area är 0,05 kvadratkilometer och den är belägen 351 meter över havet.